# Deutsche Gesellschaft für Humanes Sterben
Die Deutsche Gesellschaft für Humanes Sterben e. V. (DGHS) setzt sich nach eigenem Verständnis für Selbstbestimmung am Lebensende ein. Sie versteht sie sich als Bürgerrechts- und Patientenschutz-Organisation.

## Gründung und Ziele
Die Gesellschaft wurde am 7. November 1980 aus dem Umfeld des Bundes für Geistesfreiheit (bfg) heraus gegründet. Ihr Bekanntheitsgrad stieg im Verlauf der 80er Jahre, unter anderem durch öffentlich diskutierte Suizide wie den des DGHS-Mitglieds Hermy Eckert 1984, so dass die DGHS Ende 1992 einen Höchststand von 59.700 Mitgliedern verzeichnete.
Vereinszweck sind die Verbesserung der Bedingungen für Sterbende, die Sensibilisierung der Öffentlichkeit für die Problematik des „humanen Sterbens“ und die Veränderung der Rechtslage in diesem Sinne. Die Gesellschaft versteht sich als eine Bürgerrechts- und Patientenschutzorganisation zur Verwirklichung des Selbstbestimmungsrechts bis zur letzten Lebensminute und fordert eine „umfassende gesetzliche Regelung der Sterbebegleitung und -hilfe“. Das heißt auch, dass es der persönlichen Entscheidung des Kranken überlassen sein soll, sich für eine palliative Behandlung oder aber für eine (ärztlich, also professionell) assistierte Selbsttötung zu entscheiden. Beide Wege sollen dem Kranken offenstehen. Der (ärztliche) Helfer soll – nach diesen Vorstellungen – bei einer „frei verantworteten Entscheidung“ vor straf- und berufsrechtlicher Verfolgung sicher sein. Die DGHS ist parteipolitisch unabhängig und sieht sich dem Gedanken der Aufklärung und des Humanismus verpflichtet. Sie ist Mitglied im Deutschen Juristentag und in der Dachorganisation World Federation Right-to-die-Societies.

## Organisation
Der Vereinssitz ist Berlin. Das Präsidium besteht aus Robert Roßbruch (Präsident), Dieter Birnbacher (Vizepräsident) und Ursula Bonnekoh (Schatzmeisterin). Am 9. November 2024 wurden die drei Beisitzer Peter Boesel, Werner Koch und Monika Midel von der Delegiertenversammlung ins Präsidium gewählt. Geschäftsführer ist Oliver Kirpal. Höchstes Gremium ist die Delegiertenversammlung. Zu den Mitgliedern zählt der ehemalige Vorsitzende Richter am Bundesgerichtshof, Thomas Fischer.

## Arbeit des Vereins
Im Mittelpunkt der Tätigkeit steht nach Vereinsangaben die Vorsorge mit Hilfe von Patientenverfügungen, die Beratung bei deren Abfassung und deren Durchsetzung. Nach jahrelangen Anstrengungen kann die DGHS seit 2020 für ihre Mitglieder die Vermittlung einer Freitodbegleitung (FTB) anbieten, die von qualifizierten Ärzten und Juristen durchgeführt wird.
Aus Sicht des Vereins ist es wichtig, den eigenen Willen in einer Patientenverfügung rechtzeitig zu formulieren und einen zuverlässigen Bevollmächtigten zu benennen, der den eigenen Willen vertritt, wenn man selbst dazu nicht mehr in der Lage ist. Im Bürgerlichen Gesetzbuch (BGB) ist die Patientenverfügung seit dem 1. September 2009 u. a. im § 1901 a festgeschrieben. Seit dem 1. Januar 2023 ist die Patientenverfügung in § 1827 BGB geregelt. Die DGHS hat als Angebot für ihre Mitglieder 2016 eine Bevollmächtigten-Börse ins Leben gerufen, über die Freiwillige, die eine Bevollmächtigung in Wohnortnähe übernehmen würden, mit Suchenden zusammengebracht werden. Auf der anderen Seite setzt sich der Verein für die Verhinderung von Missbrauch bei allen Formen von Sterbehilfe ein.
Der Verein fordert die Verbesserung der Situation Schwerstkranker und weitergehende legale Möglichkeiten einer Sterbehilfe in Form des ärztlich assistierten Suizids. Leitmotiv der Gesellschaft ist es, dass jeder nach seinen eigenen Vorstellungen und Wünschen sterben können soll und dabei notfalls auch Hilfe beanspruchen darf. Dem sterbenden Patienten soll geholfen werden, zu Hause zu sterben und im Kreise seiner Angehörigen, wenn er dies will. Ausschlaggebend soll jeweils die persönlich empfundene Würde des Betroffenen sein.
Unterstützt werden die Schmerztherapie und die Palliativmedizin, die im Falle einer unheilbaren Krankheit für Linderung von Symptomen sorgen soll, um ein möglichst weitgehend beschwerdefreies Weiterleben bis zum Tod zu ermöglichen.
Seit dem Frühjahr 2020 vermittelt der Verein an Mitglieder auch ärztliche Freitodbegleitungen. Dafür hat der Verein eigene Sorgfaltskriterien entwickelt. 2023 vermittelte die DGHS 419 Mitgliedern eine derartige Begleitung.
Die DGHS ist Mitglied im hpd e. V., dem Trägerverein des Humanistischen Pressedienstes (hpd).

## Arthur-Koestler-Preis
Die DGHS verlieh seit dem Jahr 2000 den mit jeweils 2000 Euro dotierten nach Arthur Koestler benannten Preis an Journalisten und Personen, die sich des Themas Sterben unter Berücksichtigung des Selbstbestimmungsrechts angenommen haben. Preisträger waren 2013 Hans Küng und 2014 Ralph Giordano. Danach wurde der Preis erst wieder 2022, an Erika Preisig, verliehen.